# 青笹駅
青笹駅（あおざさえき）は、岩手県遠野市青笹町青笹にある、東日本旅客鉄道（JR東日本）釜石線の駅である。

## 歴史
青笹駅を含む区間は、1914年（大正3年）4月18日に岩手軽便鉄道が遠野 - 仙人峠間を開通させた時にできたが、その時点ではまだ青笹駅は存在していなかった。青笹駅が開業するのは翌年、1915年（大正4年）9月1日のことであった。そのころは762ミリメートル特殊狭軌の軽便鉄道であった。
1936年（昭和11年）8月1日に国有化されて国鉄の駅となった。その後は国鉄標準の1,067ミリメートル軌間への改軌工事が進められた。しかし、第二次世界大戦の戦局悪化に伴い労働力や資材が不足して改軌工事は一旦中止となった。1948年（昭和23年）9月にアイオン台風によって山田線が大きな被害を受けると、三陸海岸方面への鉄道連絡を早期に回復させるために釜石線の工事が再開されることになり、12月に再着工した。1950年（昭和25年）10月10日に、仙人峠を越える区間が完成して釜石線が全通するとともに、遠野 - 足ヶ瀬間の改軌工事が完成し、全区間を1,067ミリメートル軌間の列車が運転されるようになった。

### 年表
- 1915年（大正4年）9月1日：開業[3]。
- 1936年（昭和11年）8月1日：岩手軽便鉄道の国有化により国鉄釜石線の駅となる[2]。
- 1944年（昭和19年）10月11日：国鉄釜石東線の開業に伴い、所属の路線名が釜石西線に変更となる。
- 1950年（昭和25年）10月10日：国鉄釜石線の全通により、再び釜石線の駅となる。1,067ミリメートル軌間への改軌工事が完成する。
- 1987年（昭和62年）4月1日：国鉄の分割民営化により、東日本旅客鉄道の駅となる[2]。
- 2018年（平成30年）6月1日：遠野駅の業務委託化に伴い、北上駅長管理下となる。
- 2024年（令和6年）10月1日：えきねっとQチケのサービスを開始[1][4]。

## 駅構造
単式ホーム1面1線の地上駅で、北上駅管理の無人駅である。ホームとレンガ造りの待合室の間を道路が貫いている珍しい造りの駅である。

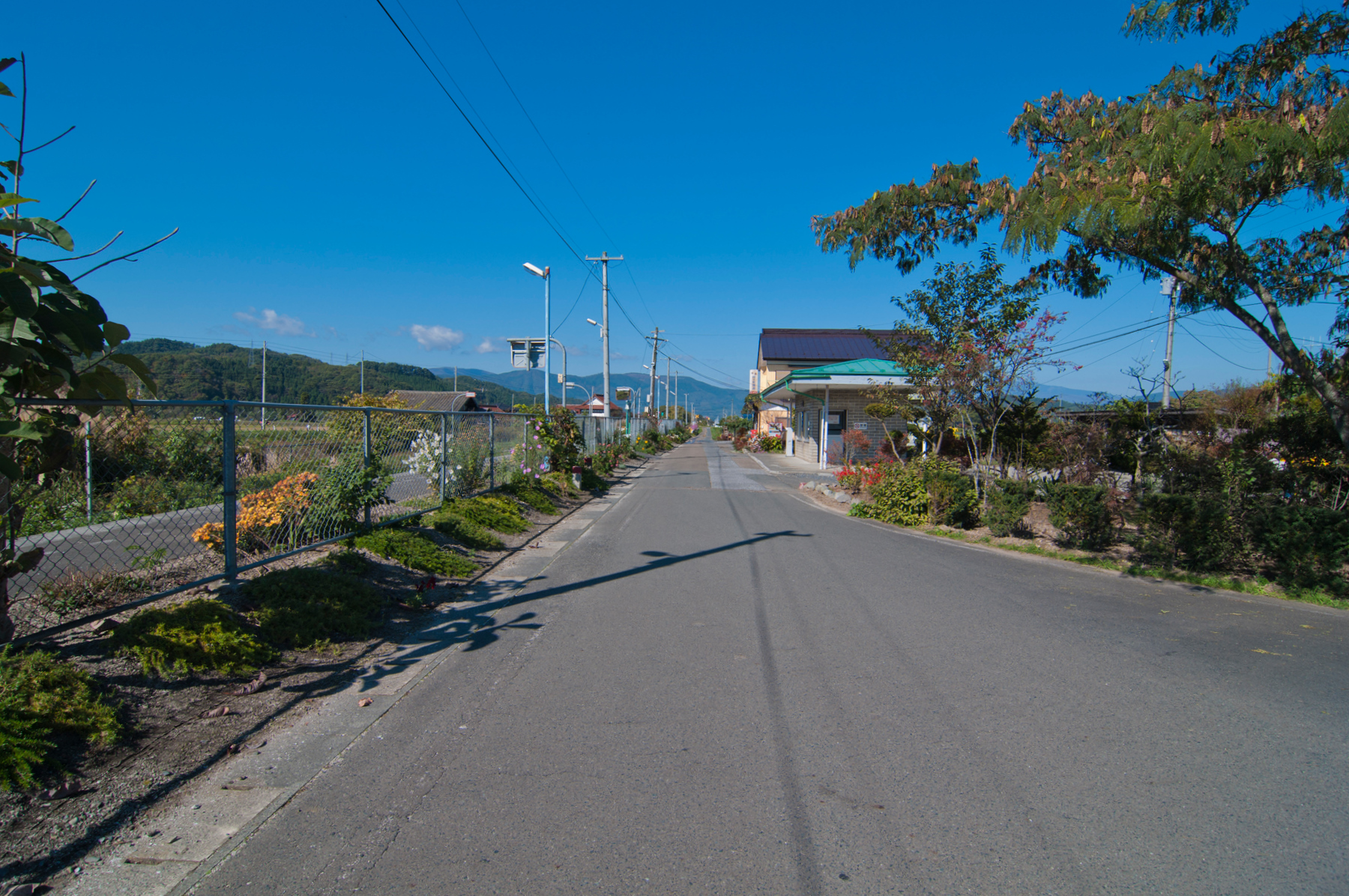
駅舎（右）とホーム（左） （2010年10月）
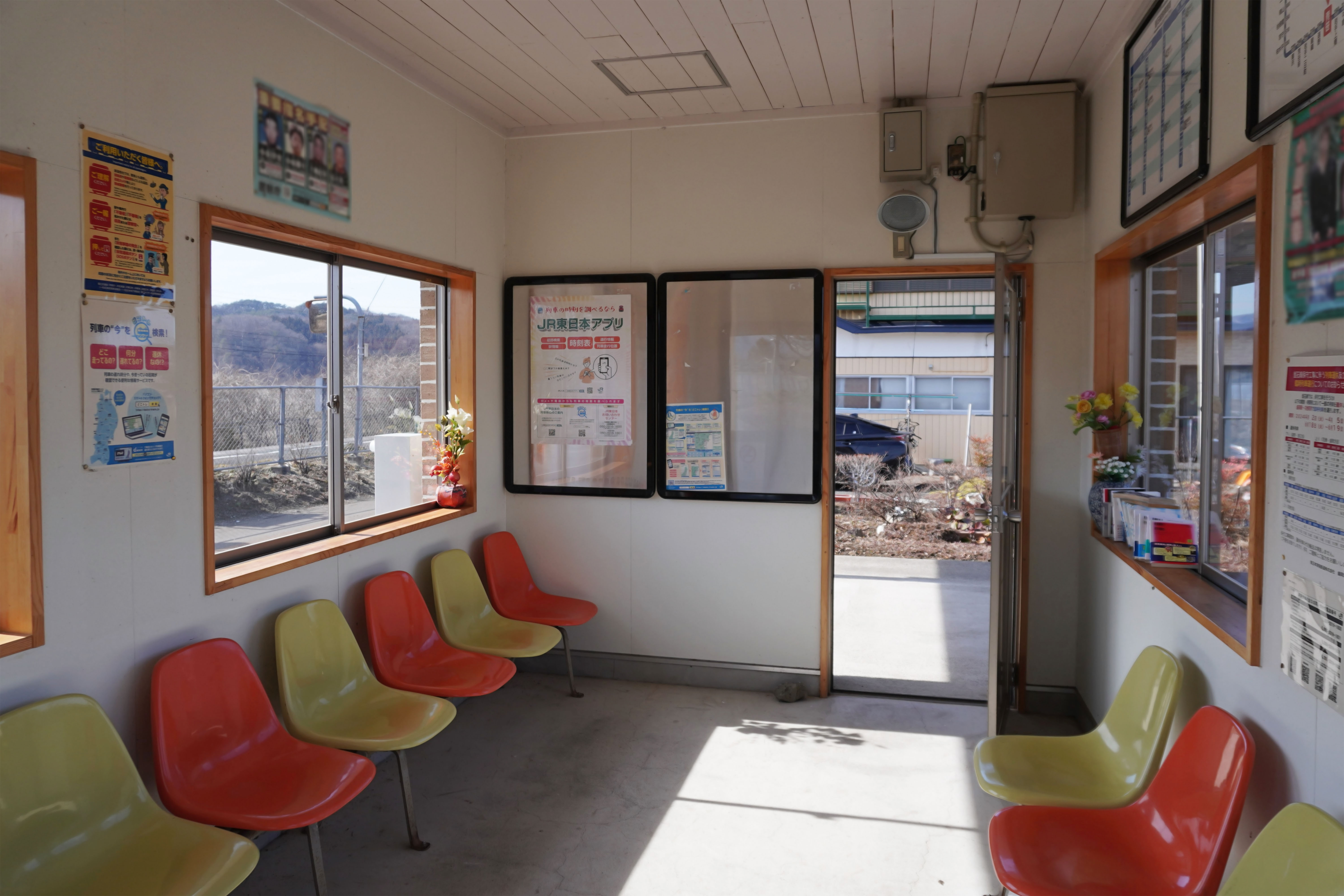
待合室（2024年3月）

## 駅周辺
- 国道283号
- 河内川
- 早瀬川
- 岩手県交通「青笹駅前」バス停留所

## その他
エスペラントによる、「Kapao（カパーオ：カッパ）」という愛称がついている。この付近には河童伝説がある。

## 隣の駅
東日本旅客鉄道（JR東日本）
■釜石線
□快速「はまゆり」
通過
■普通
遠野駅 - 青笹駅 - 岩手上郷駅